# Кизил
Кизил (рус. Кызыл) је град у Русији и главни град републике Тиве. Према попису становништва из 2010. у граду је живело 109.906 становника.
Име града значи „црвен“ на тиванском и бројним другим турским језицима. Кизил је смештен тачно у географском средишту Азије. Основан је 1914. године као Бјелоцарск (Белоца́рск); године 1918. преименован је у Хем-Белдир (Хем-Белды́р), а 1926. године у Кизил.

## Становништво
Према прелиминарним подацима са пописа, у граду је 2010. живело 109.906 становника, 5.801 (5,57%) више него 2002.
| 1939.  | 1959.  | 1970.  | 1979.  | 1989.  | 2002.   | 2010.   |
| ------ | ------ | ------ | ------ | ------ | ------- | ------- |
| 10.000 | 34.462 | 51.683 | 66.027 | 84.641 | 104.105 | 109.918 |

## Партнерски градови
- Округ Хонолулу